# Bumerang (xe thiết giáp)
Tổ hợp chiến xa cơ sở Bumerang (tiếng Nga: Бумеранг) là một hệ thống xe bệ thiết giáp bánh hơi được thiết kế cho Lục quân Nga. Hệ thống xe bệ này là cơ sở để lắp ráp thành các loại xe chiến đấu bộ binh (BMP), xe tăng hạng nhẹ (BMTV) và các dòng thiết giáp hạng nhẹ khác. Những mô hình đầu tiên của chúng được giới thiệu lần đầu trong Triển lãm Russia Arms EXPO năm 2013. Dự kiến chúng sẽ xuất hiện trước công chúng trong lễ Ngày chiến thắng của Nga năm 2015 và sẽ được đưa vào trang bị trong Lục quân Nga năm 2019.

## Khái lược

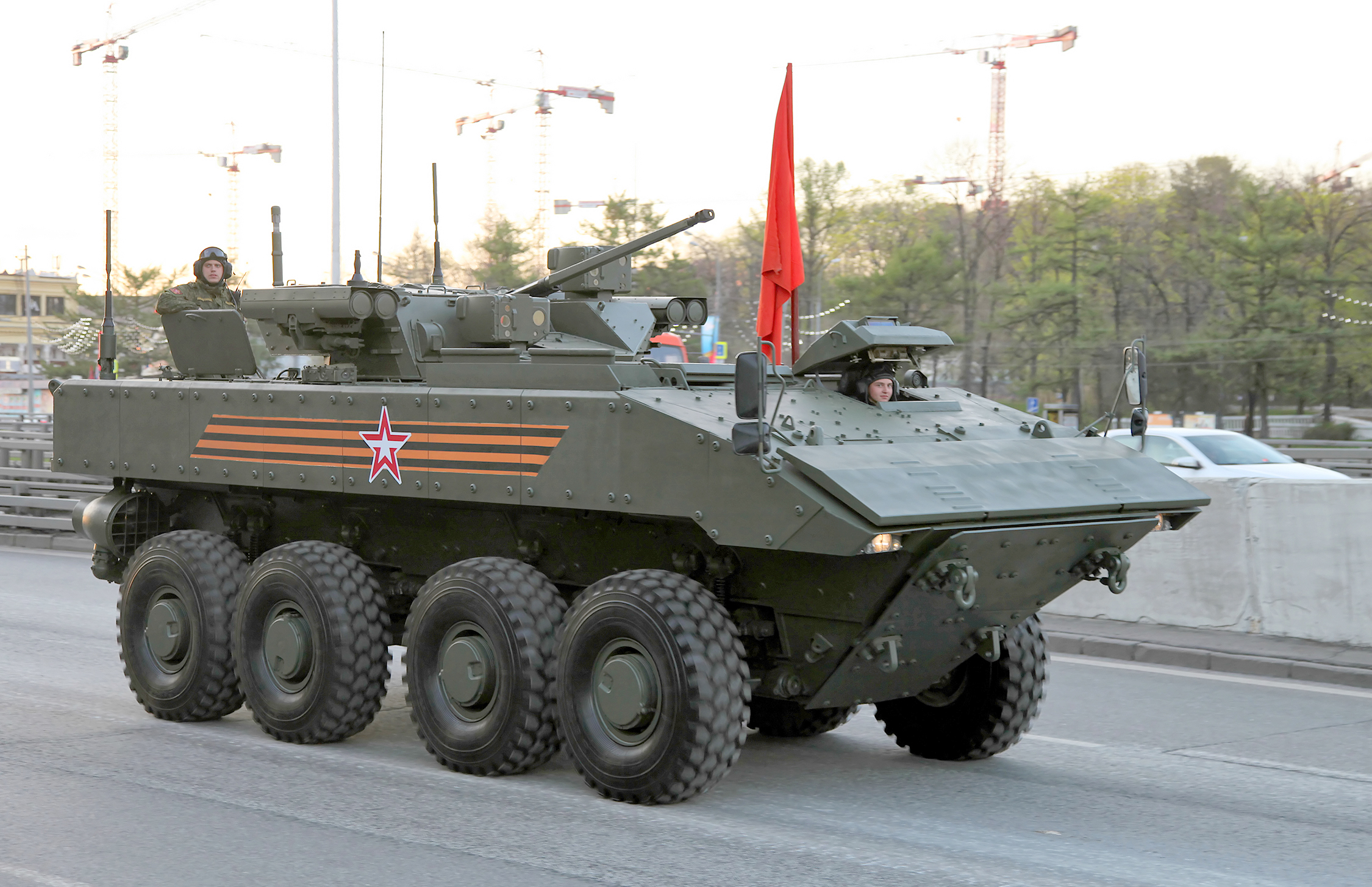
Bumerang phiên bản BMP.

Từ thập niên 1990, nhu cầu trang bị những dòng xe thiết giáp hạng nhẹ mới để thay thế dòng xe BTR-80 tuy rất thành công nhưng dần lạc hậu. Giải pháp thiết kế mới BTR-90 dù hiện đại hơn nhưng vẫn không đáp ứng được yêu cầu và giải pháp nâng cấp BTR-82 chỉ là tình thế.
Từ cuối năm 2011, một dự án thiết kế xe thiết giáp cơ sở hoàn toàn mới được khởi động. Chúng được đặt tên mã là Bumerang, với mục tiêu chính là trở thành xe thiết giáp bánh hơi chủ lực của Lục quân Nga nhằm thay thế các xe BTR-80 và BTR-82/A. Chúng sẽ là thành phần cơ bản của các lữ đoàn cơ giới hạng trung của Lục quân., cung cấp khả năng cơ động cao và có khả năng lội nước. Hệ thống động cơ được đặt phía trước xe, cho phép binh sĩ có thể ra vào từ phía đuôi xe. Tháp vũ khí được trang bị các module điều khiển từ xa tùy theo loại xe. Như cấu hình xe chiến đấu bộ binh hạng nhẹ sẽ có module "Boomerang-BM", với pháo tự động 2A42 30-mm (500 viên đạn), súng máy PKTM 7.62-mm (2.000 viên đạn) và hai ống phóng đôi tên lửa chống tăng Kornet. Module hỏa lực được điều khiển từ xạ thủ và chỉ huy ngồi trong thân xe.

## Biến thể
VPK-7829 Bumerang được xem là "hệ thống xe bệ chiến đấu bánh hơi" vì nó là nền tảng của một số phiên bản chuyên trách cho những vai trò khác nhau, tương tự chức năng của dòng xe thiết giáp Stryker của Mỹ. Các biến thể này bao gồm xe vận chuyển thiết giáp, cứu thương, xe chỉ huy, trinh sát, chống tăng, phòng không, hỗ trợ hỏa lực, cối tự hành hạng nhẹ. Ngoài ra, các phiên bản xe tăng hạng nhẹ (với pháo tự động 57 mm hoặc pháo chống tăng 125 mm) và pháo tự hành cũng được phát triển.
- BTR-7829 K-16 Bumerang – APC, với module súng máy hạng nặng 12.7mm điều khiển ngoài.
- VPK-7829 K-17 Bumerang – IFV, với module pháo tự động 30 mm hoặc 57 mm.
- Phiên bản pháo chống tăng tự hành.